# Torneo Internacional de Chile 1970
El Torneo Internacional de Chile 1970 registrado como el Hexagonal de Santiago 1970, corresponde a la 18.ª edición del torneo amistoso de fútbol, jugado en el mes de enero y la primera semana de febrero. Compiten un equipo europeo, un brasileño y un mexicano, junto a tres equipos chilenos.  En la séptima fecha jugada el día 7 de febrero contempló una reunión de tres partidos.
El campeón fue Santos en forma invicta.
Este hexagonal cierra un ciclo de 9 años consecutivos de torneos internacionales jugados en el verano santiaguino, durante el receso, por vacaciones, de la competencia oficial.   

## Datos de los equipos participantes
| Equipo               | Calidad                                                          |
| -------------------- | ---------------------------------------------------------------- |
| Universidad de Chile | Anfitrión y campeón de la Primera División de Chile 1969         |
| Colo-Colo            | Anfitrión y quinto lugar de la Primera División de Chile 1969    |
| Universidad Católica | Anfitrión y noveno lugar de la Primera División de Chile 1969    |
| Santos               | Invitado y campeón del Campeonato Paulista de Fútbol de 1969     |
| Dinamo Zagreb        | Invitado y subcampeón de la Primera Liga de Yugoslavia 1968-1969 |
| América              | Invitado y quinto de la Primera División de México 1968-1969     |

### Aspectos generales

#### Modalidad
El torneo se jugó en una sola rueda de siete fechas, bajo el sistema de todos contra todos, resultando campeón aquel equipo que acumulase más puntos en la tabla de posiciones.

## Partidos

### Primera fecha
| 21 de enero de 1970 | Universidad de Chile | 1:1 | Universidad Católica           | Estadio Nacional de Santiago, Santiago                   |                                                          |
|                     | Jorge Spedaletti 68' |     | Juan Carlos Sarnari 37' (pen.) | Asistencia: 67.496 espectadores Árbitro(s): Jorge Cruzat | Asistencia: 67.496 espectadores Árbitro(s): Jorge Cruzat |

| 21 de enero de 1970 | Colo-Colo                                                                             | 4:3 | Santos                                                | Estadio Nacional de Santiago, Santiago                      |                                                             |
|                     | Víctor Zelada 30' · Ramos Delgado 48' (ag.) · Carlos Caszely 76' · Carlos Reinoso 89' |     | Leonel Herrera 4' (ag.) · Pelé 83' (pen.) · Rildo 87' | Asistencia: 67.496 espectadores Árbitro(s): Domingo Massaro | Asistencia: 67.496 espectadores Árbitro(s): Domingo Massaro |

### Segunda fecha
| 24 de enero de 1970 | Dynamo Zagreb                    | 3:0 | Universidad de Chile | Estadio Nacional de Santiago, Santiago                 |                                                        |
|                     | Piric 15' · Novak 30' · Rora 56' |     |                      | Asistencia: 52.227 espectadores Árbitro(s): Jaime Amor | Asistencia: 52.227 espectadores Árbitro(s): Jaime Amor |

| 24 de enero de 1970 | Colo-Colo          | 1:1 | América      | Estadio Nacional de Santiago, Santiago                        |                                                               |
|                     | Carlos Reinoso 47' |     | Besaguren 8' | Asistencia: 52.227 espectadores Árbitro(s): Rafael Hormazábal | Asistencia: 52.227 espectadores Árbitro(s): Rafael Hormazábal |

### Tercera fecha
| 28 de enero de 1970 | América           | 2:2 | Universidad Católica                | Estadio Nacional de Santiago, Santiago                           |                                                                  |
|                     | Cisneros 13', 63' |     | Juan Carlos Sarnari 37' (pen.), 81' | Asistencia: 39.180 espectadores Árbitro(s): Carlos Robles Robles | Asistencia: 39.180 espectadores Árbitro(s): Carlos Robles Robles |

| 28 de enero de 1970 | Dynamo Zagreb        | 2:2 | Santos                   | Estadio Nacional de Santiago, Santiago                         |                                                                |
|                     | Novak 21' · Rora 57' |     | Rildo 26' · Coutinho 35' | Asistencia: 39.180 espectadores Árbitro(s): Lorenzo Cantillana | Asistencia: 39.180 espectadores Árbitro(s): Lorenzo Cantillana |

### Cuarta fecha
| 30 de enero de 1970 | Santos        | 2:0 | Universidad de Chile | Estadio Nacional de Santiago, Santiago                    |                                                           |
|                     | Pelé 15', 61' |     |                      | Asistencia: 34.982 espectadores Árbitro(s): Carlos Robles | Asistencia: 34.982 espectadores Árbitro(s): Carlos Robles |

| 30 de enero de 1970 | Universidad Católica | 1:0 | Colo-Colo | Estadio Nacional de Santiago, Santiago                 |                                                        |
|                     | Sergio Messen 88'    |     |           | Asistencia: 34.982 espectadores Árbitro(s): Jaime Amor | Asistencia: 34.982 espectadores Árbitro(s): Jaime Amor |

### Quinta fecha
| 2 de febrero de 1970 | Universidad de Chile | 1:1 | Colo-Colo         | Estadio Nacional de Santiago, Santiago                     |                                                            |
|                      | Rubén Marcos 20'     |     | Víctor Zelada 38' | Asistencia: 11.114 espectadores Árbitro(s): Carlos Carreño | Asistencia: 11.114 espectadores Árbitro(s): Carlos Carreño |

| 2 de febrero de 1970 | Dynamo Zagreb  | 2:0 | América | Estadio Nacional de Santiago, Santiago                   |                                                          |
|                      | Ceric 20', 37' |     |         | Asistencia: 11.114 espectadores Árbitro(s): Jorge Cruzat | Asistencia: 11.114 espectadores Árbitro(s): Jorge Cruzat |

### Sexta fecha
| 4 de febrero de 1970 | Universidad Católica                        | 2:1 | Dynamo Zagreb | Estadio Nacional de Santiago, Santiago                    |                                                           |
|                      | Sergio Messen 51' · Juan Carlos Sarnari 65' |     | Piric 32'     | Asistencia: 17.278 espectadores Árbitro(s): Carlos Robles | Asistencia: 17.278 espectadores Árbitro(s): Carlos Robles |

| 4 de febrero de 1970 | Santos                                                      | 7:0 | América | Estadio Nacional de Santiago, Santiago                 |                                                        |
|                      | Pelé 14', 24', 43' · Douglas 71', 79' · Nené 75' · Joel 88' |     |         | Asistencia: 17.278 espectadores Árbitro(s): Jaime Amor | Asistencia: 17.278 espectadores Árbitro(s): Jaime Amor |

### Séptima fecha
| 7 de febrero de 1970 | Universidad de Chile | 0:0 | América | Estadio Nacional de Santiago, Santiago                      |  |
|                      |                      |     |         | Asistencia: 63.648 espectadores Árbitro(s): Domingo Massaro |  |

| 7 de febrero de 1970 | Colo-Colo                                  | 3:0 | Dynamo Zagreb | Estadio Nacional de Santiago, Santiago                         |                                                                |
|                      | Víctor Zelada 28', 51' · Elson Beyruth 46' |     |               | Asistencia: 63.648 espectadores Árbitro(s): Lorenzo Cantillana | Asistencia: 63.648 espectadores Árbitro(s): Lorenzo Cantillana |

| 7 de febrero de 1970 | Santos                       | 3:2 | Universidad Católica         | Estadio Nacional de Santiago, Santiago                        |                                                               |
|                      | Coutinho 17' · Pelé 22', 65' |     | Juan Carlos Sarnari 26', 90' | Asistencia: 63.648 espectadores Árbitro(s): Rafael Hormazábal | Asistencia: 63.648 espectadores Árbitro(s): Rafael Hormazábal |

## Tabla de posiciones
| Pos. | Equipo               | PJ | PG | PE | PP | GF | GC | Dif. | Puntos |
| ---- | -------------------- | -- | -- | -- | -- | -- | -- | ---- | ------ |
| 1    | Santos               | 5  | 3  | 1  | 1  | 17 | 8  | 9    | 7      |
| 2    | Colo-Colo            | 5  | 2  | 2  | 1  | 9  | 6  | 3    | 6      |
| 3    | Universidad Católica | 5  | 2  | 2  | 1  | 8  | 7  | 1    | 6      |
| 4    | Dinamo Zagreb        | 5  | 2  | 1  | 2  | 8  | 7  | 1    | 5      |
| 5    | Universidad de Chile | 5  | 0  | 3  | 2  | 2  | 7  | -5   | 3      |
| 6    | América              | 5  | 0  | 3  | 2  | 3  | 12 | -9   | 3      |

|  | Campeón |

## Campeón
| Brasil           |
| Santos 3º título |